# Catarhoe transversa
Catarhoe transversa là một loài bướm đêm trong họ Geometridae.